# Кубок Словаччини з футболу 2009—2010
Кубок Словаччини з футболу 2009–2010 — 17-й розіграш кубкового футбольного турніру в Словаччині. Титул здобув клуб Слован (Братислава).

## Календар
| Раунд        | Дата                     | Матчі | Клуби   |
| ------------ | ------------------------ | ----- | ------- |
| Перший раунд | 4-5 серпня 2009          | 18    | 50 → 32 |
| 1/16 фіналу  | 22-23 вересня 2009       | 16    | 32 → 16 |
| 1/8 фіналу   | 20-21 жовтня 2009        | 8     | 16 → 8  |
| 1/4 фіналу   | 3-4/24-25 листопада 2009 | 8     | 8 → 4   |
| 1/2 фіналу   | 6/20 квітня 2010         | 4     | 4 → 2   |
| Фінал        | 11 травня 2010           | 1     | 2 → 1   |

## 1/16 фіналу
| Команда 1                | Рахунок      | Команда 2                        |
| ------------------------ | ------------ | -------------------------------- |
| 22 вересня 2009          |              |                                  |
| Врбове (3)               | 0:7          | Слован (Братислава)              |
| Нітра                    | 5:0          | Место (Прєвідза) (2)             |
| Нове Место-над-Вагом (3) | 1:6          | Петржалка                        |
| Спартак (Миява) (3)      | 0:0 пен. 7:6 | Сениця                           |
| Спішська Нова Весь (3)   | 1:0          | Дубниця                          |
| Гуменне (3)              | 1:2          | Бодва (Молдава-над-Бодвоу) (3)   |
| Рімавска Собота (2)      | 3:1          | Татран (Ліптовський Мікулаш) (2) |
| Спартак (Трнава)         | 5:0          | Рача (3)                         |
| ШК Сенець (3)            | 1:1 пен. 2:4 | ДАК 1904 (Дунайська Стреда)      |
| 23 вересня 2009          |              |                                  |
| Чадця (3)                | 0:1          | Дукла                            |
| Татран (Пряшів)          | 5:0          | Лученець (2)                     |
| Банська Бистриця (3)     | 1:3          | Ружомберок                       |
| Сніна (4)                | 0:3          | Кошице                           |
| Середь (4)               | 1:3          | ВіОн Злате Моравце (2)           |
| Моравани над Вагом (3)   | 0:3          | Тренчин (2)                      |
| Жиліна                   | +:-          | Шпорт (Подберезова) (2)          |

## 1/8 фіналу
| Команда 1                      | Рахунок | Команда 2              |
| ------------------------------ | ------- | ---------------------- |
| 20 жовтня 2009                 |         |                        |
| Петржалка                      | 4:0     | Тренчин (2)            |
| Спартак (Миява) (3)            | 2:1     | Ружомберок             |
| Дукла                          | 1:0     | Нітра                  |
| Спартак (Трнава)               | 5:0     | ВіОн Злате Моравце (2) |
| ДАК 1904 (Дунайська Стреда)    | 1:0     | Татран (Пряшів)        |
| Бодва (Молдава-над-Бодвоу) (3) | 1:0     | Спішська Нова Весь (3) |
| 21 жовтня 2009                 |         |                        |
| Жиліна                         | 1:2     | Кошице                 |
| Слован (Братислава)            | 2:1     | Рімавска Собота (2)    |

## 1/4 фіналу
| Команда 1                   | Заг. | Команда 2                      | 1-й матч | 2-й матч |
| --------------------------- | ---- | ------------------------------ | -------- | -------- |
| 3/24 листопада 2009         |      |                                |          |          |
| ДАК 1904 (Дунайська Стреда) | 6:1  | Бодва (Молдава-над-Бодвоу) (3) | 3:0      | 3:1      |
| 3/25 листопада 2009         |      |                                |          |          |
| Петржалка                   | 3:5  | Спартак (Трнава)               | 3:2      | 0:3      |
| 4/24 листопада 2009         |      |                                |          |          |
| Кошице                      | 0:3  | Дукла                          | 0:2      | 0:1      |
| 4/25 листопада 2009         |      |                                |          |          |
| Спартак (Миява) (3)         | 0:3  | Слован (Братислава)            | 0:3      | 0:0      |

## 1/2 фіналу
| Команда 1                   | Заг. | Команда 2           | 1-й матч | 2-й матч |
| --------------------------- | ---- | ------------------- | -------- | -------- |
| 6/20 квітня 2010            |      |                     |          |          |
| Дукла                       | 0:2  | Слован (Братислава) | 0:1      | 0:1      |
| ДАК 1904 (Дунайська Стреда) | 0:3  | Спартак (Трнава)    | 0:1      | 0:2      |

## Фінал
| 11 травня 2010 17:25 (EEST) |

| Слован (Братислава)                                                     | 6:0      | Спартак (Трнава) |
| ----------------------------------------------------------------------- | -------- | ---------------- |
| Салата 12' Божич 17' Сильвестр 34' Брезнанік 65' Гуеде 67' Добротка 86' | Протокол |                  |

| Міський футбольний стадіон, Михайлівці Глядачів: 3 752 Арбітр: Маріо Влк |